# John Broadwood
John Broadwood (Berwickshire, 6 octobre 1732 – Londres, 17 juillet 1812) d'origine écossaise, est le fondateur de Broadwood and Sons, une célèbre maison de fabrication de piano de Londres
Il inventa la pédale forte du piano ce qui fut une révolution dans l'histoire du piano

## Biographie

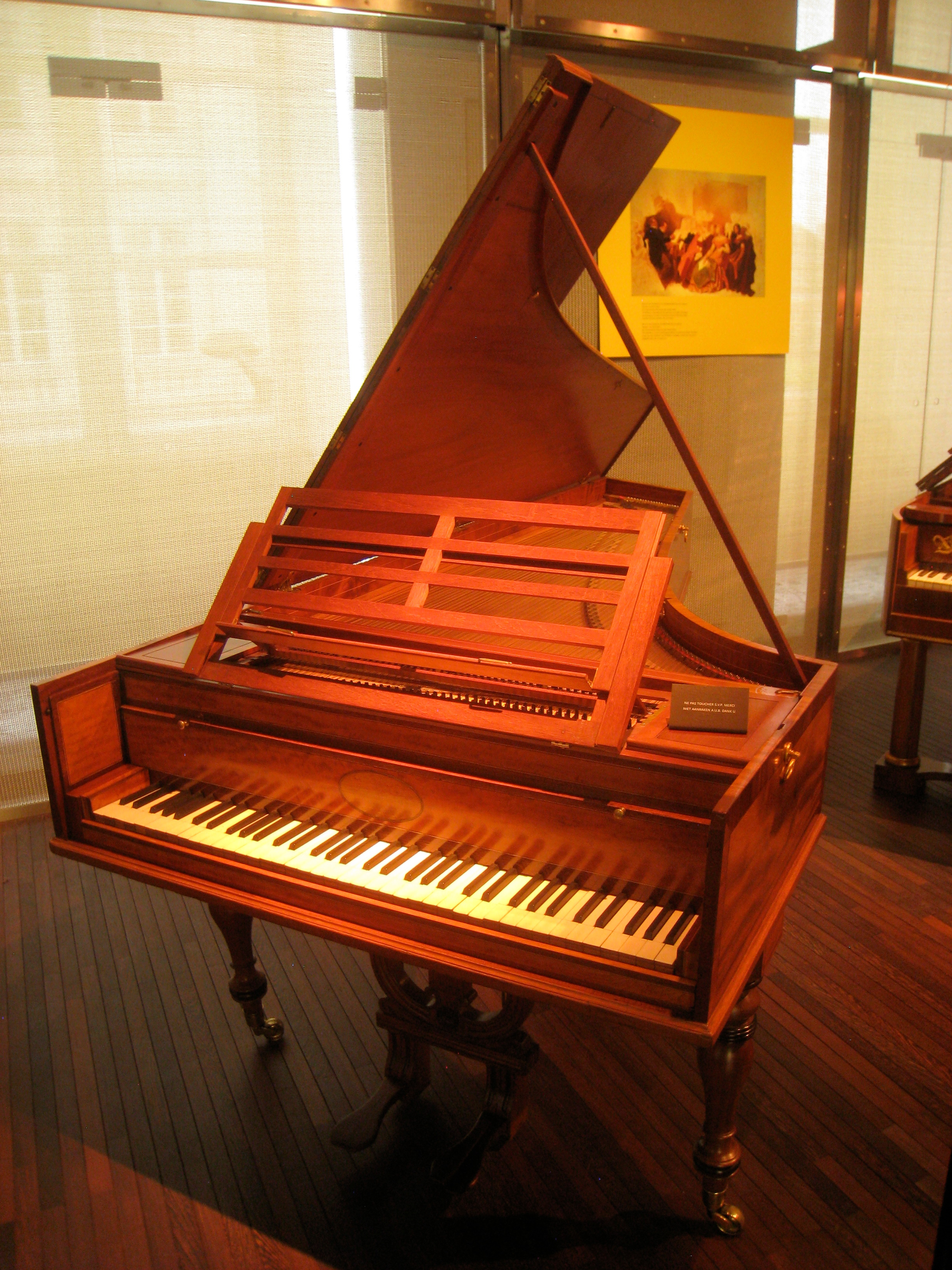
Un grand Broadwood de 1810, aujourd'hui au musée des instruments de musique de Bruxelles.

Broadwood est né le 6 octobre 1732 et baptisé le 15 octobre à sainte Hélène, Cockburnspath dans l'ancien comté de Berwickshire. Il grandit à Oldhamstocks, comté d’East Lothian, près d’Édimbourg.  Il hérite de la profession de son père James Broadwood (né en 1697 à Oldhamstocks), celle d'un charpentier/menuisier. Le jeune homme quitte Oldhamstocks pour Londres, à une distance de près de 640 km. Il travaille pour le facteur de clavecins Burkat Shudi (1702–1773), installé depuis 1728. Après la mort de Burkat Shudi en 1773, John Broadwood prend le contrôle de l'entreprise de son beau-père, en 1783.
Broadwood est crédité, avec Robert Stodart – le fondateur d'une autre entreprise célèbre des fabricants de pianos qui avait fait sa formation chez Shudi –, d'aider un autre fabricant d’origine anglo-néerlandaise Americus Backers (en), à parfaire l'English Grand Action, qui est resté en usage pour de nombreux décideurs pratiquement inchangée en 70 ans et, dans le cas de Broadwoods près de 100 ans, et a continué à être en usage dans diverses formes améliorées, jusqu'au début des années du XXe siècle, même si le brevet du français Sébastien Érard en 1821 l’avait bien mieux amélioré. Peu à peu, les ventes de pianos dépassent celles des clavecins, au point qu'il cesse de fabriquer des clavecins en 1793, alors que Broadwood construit le premier piano en 1781. Il meurt à Londres en 1812.
Parmi les autres innovations techniques de Broadwood dans la fabrication de piano citons : l'ajout d'un pont séparé pour les notes de basse, un brevet pour la pédale de piano en 1783 et l’extension au-delà des cinq octaves courantes de l'époque, d'une demi-octave, en réponse à une demande de Dussek, et, par la suite encore, d’une demi-octave dans les graves.
Tournant le dos au principe de l'atelier, c’est le premier fabricant de pianos à avoir un grand nombre usines dans le monde. En tant que société, Broadwood and Sons a prospéré, puis a été transmise à ses fils, James Shudi Broadwood (1772–1851) et Thomas Broadwood.

## Famille
John épouse la fille de Shudi, Barbara en 1769. Ils ont eu quatre enfants, puis Barbara est morte (1776). Il se marie ensuite avec Mary Kitson en 1781, avec laquelle, il a six autres enfants. Beaucoup de ses descendants sont impliqués dans la fabrication piano en Angleterre et certains ont fait carrière dans la British Army en Inde pendant le règne de la Reine Victoria. D'autres ont émigré en Australie, où des descendants de Broadwood vivent encore. L'arbre généalogique de la famille Broadwood peut être retracé jusque vers 1580.
Le général britannique Robert George Broadwood (1862–1917) est le petit fils, par le fils Thomas (fils de John et de sa seconde femme, Mary Kitson) et Mary Athlea Matthews.

## Lien contextuel
- Burkat Shudi